# Savo Millini

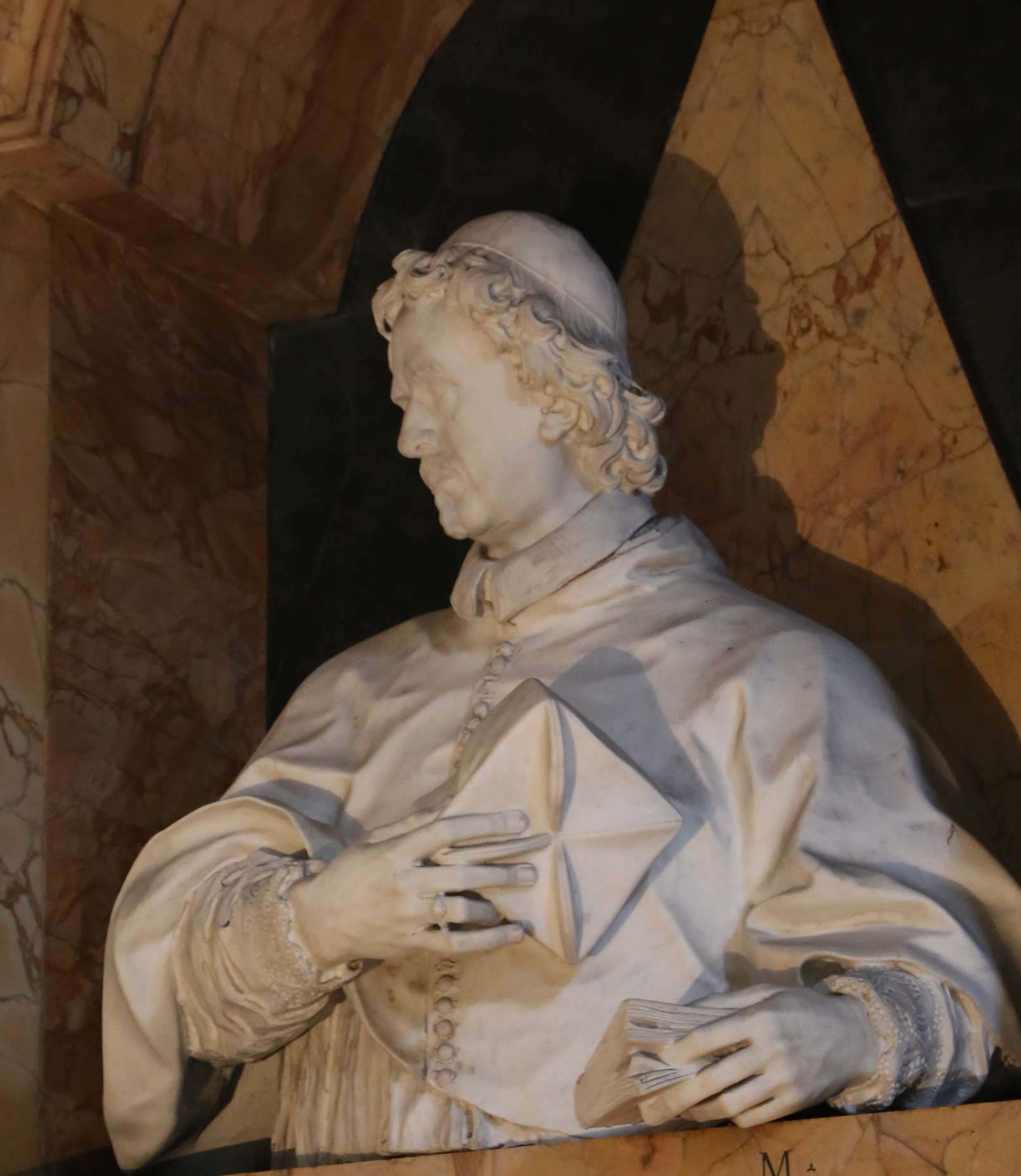
Büste von Kardinal Mellini, Werk von Pierre-Étienne Monnot, 1699, Santa Maria del Popolo in Rom

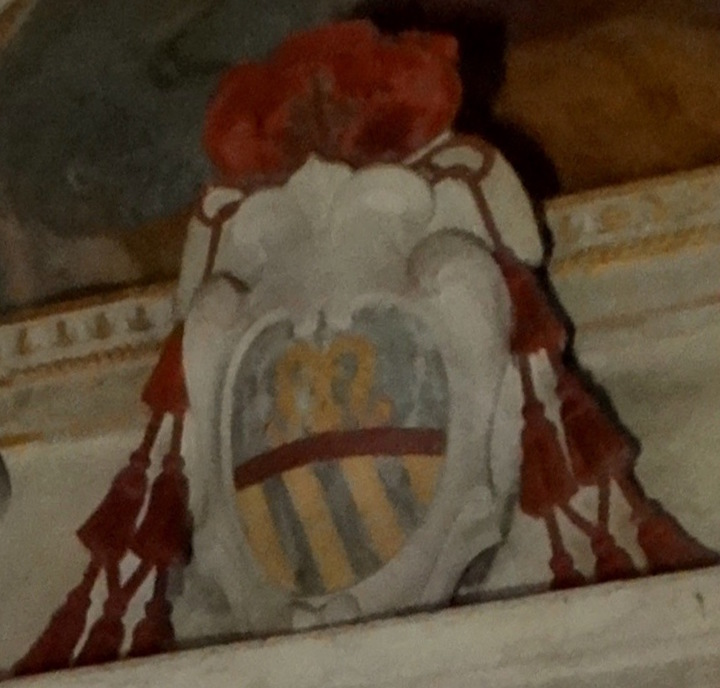
Kardinalswappen

Savio Millini (* 5. Juli 1644 in Rom; † 10. Februar 1701 ebenda) war ein italienischer Kardinal der Römischen Kirche.

## Leben
Savo Millini (manchmal auch als Savio Mellini bezeichnet) wurde am 5. Juli 1644 in Rom als Sohn einer römischen Familie des päpstlichen Adels geboren. In seiner Jugend studierte er an der Universität La Sapienza in Rom, wo er am 17. Dezember 1663 in utroque iure promovierte und später das Subdiakonat (17. März 1668), das Diakonat (31. März 1668) und am 18. November 1668 die Priesterweihe erhielt. Einige Jahre lang übte er einige kleinere Prälatenämter aus, insbesondere das der Congregazione del Buon Governo und des Prälaten der Congregazione dell'Immunità. Seine Laufbahn erlebte im Jahr 1674 ihren ersten wichtigen Aufschwung mit der Ernennung zum Sekretär der Congregazione del Buon Governo, die die Verwaltung der lokalen Finanzen des Kirchenstaates beaufsichtigte.
Am 1. Juni 1675 wurde er zum Apostolischen Nuntius in Spanien und zum Titularerzbischof von Caesarea in Cappadocia ernannt (17. Juni), am 28. Juni desselben Jahres auch zum päpstlichen Thronassistenten. Die Nuntiatur von Mellini dauerte von 1675 bis 1685 und war im 17. Jahrhundert die längste Nuntiatur in Spanien. Sie fand in einem Kontext relativ entspannter Beziehungen zwischen der spanischen Monarchie und dem Heiligen Stuhl statt, auch wenn Mellini einige heikle Fragen zu klären hatte, darunter die diplomatischen Konzessionen, die in Rom von Spanien und den anderen europäischen Mächten gefordert wurden. Trotz des Erfolgs der Nuntiatur befand sich Mellini nach seiner Rückkehr nach Rom in einer Randposition und spielte eine vernachlässigbare politische Rolle.
Papst Innozenz XI. erhob ihn im Konsistorium vom 1. September 1681 zum Kardinal. Als Kardinalpriester erhielt am 12. August 1686 Santa Maria del Popolo als Titelkirche.
Am 22. Dezember 1681 wurde er mit dem persönlichen Titel eines Erzbischofs Bischof der Diözese Orvieto. Er nahm am Konklave von 1689 teil, in dem Papst Alexander VIII. gewählt wurde.
Millini entschied sich am 12. Dezember 1689 für die Titelkirche San Pietro in Vincoli. Er nahm am Konklave von 1691 teil, in dem Papst Innozenz XII. gewählt wurde. Vom 10. März 1692 bis zum 2. Januar 1693 war er Kämmerer des Heiligen Kardinalskollegiums. Er wurde am 17. März 1694 mit dem persönlichen Titel eines Erzbischofs in die Diözesen Nepi und Sutri versetzt. Im Jahr 1700 nahm er an dem Konklave teil, das Clemens XI. zum Pontifex wählte.
Kardinal Millini starb in Rom am 10. Februar 1701 um 19 Uhr in seinem Palast in der Nähe der Piazza SS. XII Apostoli, in dem er zuletzt gelebt hatte. Sein Leichnam wurde in der Basilika Santa Maria del Popolo in Rom aufgebahrt, wo am 12. Februar die Bestattung in der dortigen Familiengruft stattfand.
Savo Millini war der Onkel von Kardinal Taddeo Luigi dal Verme.